# Deopalpus albimacula
Deopalpus albimacula är en tvåvingeart som först beskrevs av Christian Rudolph Wilhelm Wiedemann 1830.  Deopalpus albimacula ingår i släktet Deopalpus och familjen parasitflugor. Inga underarter finns listade i Catalogue of Life.